# Rafael Gómez Ortega
Rafael Gómez Ortega, detto El Gallo (Madrid, 17 luglio 1882 – Siviglia, 25 maggio 1960), è stato un torero spagnolo.
Figlio del torero Fernando Gómez detto El Gallo e della ballerina Gabriela Ortega, e fratello di Joselito, nacque a Madrid dove il padre stava partecipando a delle corride.
Divenne torero il 28 settembre 1902 ricevendo l'alternativa dalle mani di Emilio Torres Bombita, con il quale mantenne una concorrenza diretta nei primi anni della sua carriera.
Ebbe una carriera irregolare, soprattutto a causa della mancanza di determinazione con i tori più esigenti.
Nel 1911 si sposò brevemente con Pastora Imperio, una famosa ballerina di flamenco, e si ritirò definitivamente dalle corride il 4 ottobre 1936.
Morì il 25 maggio 1960 all'età di 77 anni ed è sepolto a Siviglia nel cimitero di San Fernando, accanto al fratello José, sotto un mausoleo scolpito da Mariano Benlliure.